# Fredrik Bajer
Fredrik Bajer (Næstved, 21 de abril de 1837 — Copenhague, 22 de janeiro de 1922) foi um político, escritor e pacifista dinamarquês. Recebeu o Nobel da Paz em 1908, presidente honorário do Secretariado Internacional da Paz.
Filho do clérigo Alfred Beyer, Fredrik Bajer serviu como um oficial do exército dinamarquês, lutando na guerra de 1864 contra Prússia e Áustria, onde ele foi promovido ao posto de primeiro-tenente. Ele foi dispensado em 1865, e se mudou para Copenhague, onde tornou-se professor, tradutor e escritor.
Ele entrou no Parlamento dinamarquês, em 1872, como membro do Folketinget e lá realizou um assento para os futuros 23 anos. Como um membro do parlamento, ele trabalhou no uso da arbitragem internacional para resolver conflitos entre as nações, e é devido aos esforços de Bajer que as relações estrangeiras tornaram-se parte do trabalho do Parlamento dinamarquês onde a Dinamarca participou do início da União Interparlamentar e ganhou uma posição de destaque entre os seus membros.
Ele apoiou muitas organizações pacifistas, tanto na Dinamarca quanto em toda a Europa, e ajudou a orientar a aprovação de uma lei para alcançar acordos de arbitragem com a Suécia e Noruega.